# SPARQL
SPARQL（スパークル、SPARQL Protocol and RDF Query Languageの再帰的頭字語）は、RDF問合せ言語の１つである。RDF問合せ言語は、Resource Description Framework (RDF) で記述されたXMLやTurtleなどのRDFデータのリソースを取り扱うためのコンピュータ言語である。
SPARQL は、クエリの基本的なパターンである論理積や論理和をはじめ、文字列操作やフィルターなどのその他のパターンを指定可能であり、PythonやRubyなどのプログラミング言語でSPARQLを利用できるライブラリが存在する。
ティム・バーナーズ＝リーは2006年5月のインタビューで「SPARQL によって大きな違いが生まれるだろう」と述べている。

## 例
次のSPARQLクエリは、アフリカ諸国の首都のリストを返す。
```
PREFIX
 
abc
:
 
<http://mynamespace.com/exampleOntologie#>

SELECT
 
?capital
 
?country

WHERE
 
{

  
?x
 
abc
:
cityname
 
?capital
.

  
?y
 
abc
:
countryname
 
?country
.

  
?x
 
abc
:
isCapitalOf
 
?y
.

  
?y
 
abc
:
isInContinent
 
abc
:
africa
.

}

```

変数は頭に "?" を付けることで表される（"$" でもよい）。?capital と ?country がクエリ結果として返される（SELECTの部分）。SPARQL のクエリプロセッサはその全てについて4つの RDF トリプルのパターンにマッチするものを選ぶ（WHEREの部分）。URI を毎回フルに記述すると読みにくくなるので、"abc" というプレフィックスが "http://mynamespace.com/exampleOntologie#" を表すようになっている（PREFIXの部分）。

## 標準化
SPARQL は World Wide Web Consortium (W3C) の RDF Data Access Working Group (DAWG) によって標準化された。
W3C勧告に至る過程は以下の通りである
1. 2006年4月 勧告候補
2. 2006年10月 2つの問題により草案に戻される[6]
3. 2007年6月 SPARQL 1.0 再び勧告候補[7]
4. 2008年1月15日 SPARQL 1.0 W3C勧告[8]
5. 2013年3月21日 SPARQL 1.1 W3C勧告[9]

## SPARQL Endpoint
SPARQL Endpointは、SPARQLによるリソースの検索や分析の機能を提供するインタフェースである。

### 代表的な日本国内のSPARQL Endpoint
- DBpedia Japanese: http://ja.dbpedia.org/sparql
- 文献検索システムI-Scover: https://i-scover-api.ieice.org/iscover/api/sparql
- J-GLOBAL knowledge: https://stirdf.jglobal.jst.go.jp/sparql
- ジャパンサーチ: https://jpsearch.go.jp/rdf/sparql/

### 書籍
- 加藤 文彦、川島 秀一、岡別府 陽子、山本 泰智、片山 俊明 (著)『オープンデータ時代の標準Web API SPARQL』（オンデマンド (ペーパーバック)）インプレスR&D、2015年11月13日。ISBN 978-4802090438。

### 仕様、記事、チュートリアル
- SPARQLの主な特徴
- W3C RDF Data Access Working Group
- XML.com: Introducing SPARQL: Querying the Semantic Web
- SPARQL Query language
- SPARQL Query Languageの日本語版
- SPARQL Protocol
- SPARQL Protocolの日本語版
- SPARQL Query XML Results Format
- SPARQL Query XML Results Formatの日本語版
- SPARQL Frequently Asked Questions
- SPARQL Tutorial on the Jena/ARQ site

### ツールサポート
- AllegroGraph RDFStore
- Protégé
- RDF api for PHP
- TopBraid Composer

### SPARQLクエリサービス・エンドポイント
- Pellet OWL Reasoner
- ARC
- SPARQLer
- Virtuoso Universal Server
- DBpedia

### SPARQLデモ
- SPARQL Calendar Demo
- SPARQL & Web Clipboard Demo